# الیک رو
الیک رو (انگلیسی: Alick Rowe; تاریخ ورودی نامعتبر است – ۳۰ اکتبر ۲۰۰۹) یک نویسنده اهل بریتانیا بود.